# Aeroportul Internațional Pittsburgh
Aeroportul Internațional Pittsburgh (IATA: PIT, ICAO: KPIT, FAA LID: PIT) este un aeroport din Moon Township⁠(d), Comitatul Allegheny, Pennsylvania, Pennsylvania, Statele Unite ale Americii ce deservește zona Pittsburgh. Aeroportul a fost tranzitat în 2023 de 9.196.564 de pasageri. A fost deschis în 1952 și numit după zona deservită.
Situat la o altitudine de 367 m, aeroportul dispune de 4 piste. Este operat de Allegheny County Airport Authority⁠(d).

## Infrastructură

### Piste
Eroare Lua în Modul:Runway la linia 21: attempt to concatenate local 'surface' (a nil value)